# Adam DeVine
Adam DeVine (Waterloo, 7 novembre 1983) è un attore e comico statunitense.

## Biografia
Ha studiato recitazione all'American Conservatory Theater di San Francisco, per poi trasferirsi a Los Angeles, dove ha iniziato a esibirsi in spettacoli di stand-up comedy. Nel 2006 ha fondato con Blake Anderson, Anders Holm e Kyle Newacheck il gruppo di attori comici Mail Order Comedy.
Nel 2008 debutta su Comedy Central esibendosi nel programma Live at Gotham; nel 2011 per lo stesso canale è co-ideatore e interprete delle sitcom Workaholics, mentre dal 2013 è autore e protagonista del suo show Adam DeVine's House Party.
Ha esordito al cinema nel 2007 recitando in una parte minore nel film Mama's Boy. Nel 2012 è nel cast di Voices (Pitch Perfect) interpretando il ruolo di Bumper, per il quale viene premiato ai Teen Choice Awards come "miglior cattivo" e candidato nella categoria miglior rivelazione in un film. Dal 2013 interpreta Andy Bailey in Modern Family e fa parte del cast della serie animata Uncle Grandpa.

## Filmografia parziale

### Cinema
- Mama's Boy, regia di Tim Hamilton (2007)
- Ratko: The Dictator's Son, regia di Savage Steve Holland (2009)
- 301 - La leggenda di Maximus il fichissimo (National Lampoon's 301: The Legend of Awesomest Maximus), regia di Jeff Kanew (2011)
- Voices (Pitch Perfect), regia di Jason Moore (2012)
- Cattivi vicini (Neighbors), regia di Nicholas Stoller (2014)
- Break Point, regia di Jay Karas (2014)
- Lo stagista inaspettato (The Intern), regia di Nancy Meyers (2015)
- Pitch Perfect 2, regia di Elizabeth Banks (2015)
- The Final Girls, regia di Todd Strauss-Schulson (2015)
- Mike & Dave - Un matrimonio da sballo (Mike and Dave Need Wedding Dates), regia di Jake Szymanski (2016)
- L'era glaciale - In rotta di collisione (Ice Age: Collision Course), regia di Mike Thurmeier (2016) – voce
- Proprio lui? (Why Him?), regia di John Hamburg (2016)
- LEGO Batman - Il film (The Lego Batman Movie), regia di Chris McKay (2017) – voce
- Se ci conoscessimo oggi (When We First Met), regia di Ari Sandel (2018)
- Game Over, Man!, regia di Kyle Newacheck (2018)
- Non è romantico? (Isn't It Romantic), regia di Todd Strauss-Schulson (2019)
- Jexi, regia di Jon Lucas e Scott Moore (2019)
- Magic Camp, regia di Mark Waters (2020)
- Buon viaggio: avventure psichedeliche (Have a Good Trip: Adventures in Psychedelics), regia di Donick Cary (2020)
- Estinti.... o quasi (Extinct), regia di David Silverman e Raymond S. Persi (2021) – voce
- The Out-Laws - Suoceri fuorilegge (The Out-Laws) , regia di Tyler Spindel (2023)
- Fixed, regia di Genndy Tartakovsky (2025) - voce

### Televisione
- Nick Cannon Presents: Short Circuitz – serie TV, 1 episodio (2007)
- The Minor Accomplishments of Jackie Woodman – serie TV, 1 episodio (2007)
- Special Delivery – webserie, 1 webisodi (2008)
- 420 Special: Attack of the Show! from Jamaica – film TV (2008)
- Crossbows & Mustaches – webserie, 10 webisodi (2008)
- The Dude's House – webserie, 3 episodi (2008)
- Frank TV – serie TV, 2 episodi (2008)
- 5th Year – webserie, 5 webisodi (2008)
- Better Off Ted - Scientificamente pazzi (Better Off Ted) – serie TV, 1 episodio (2009)
- Samantha chi? (Samantha Who?) – serie TV, 2 episodi (2009)
- Traffic Light – serie TV, 1 episodio (2011)
- Workaholics – serie TV, 86 episodi (2011-2017)
- Tron - La serie (Tron: Uprising) – serie animata, 1 episodio (2012) – voce
- Community – serie TV, episodio 4x05 (2013)
- Arrested Development - Ti presento i miei (Arrested Development) – serie TV, 1 episodio (2013)
- Comedy Bang! Bang! – programma TV, 1 puntata (2013)
- Adam Devine's House Party – programma TV, 22 puntate (2013-2016)
- Super Fun Night – serie TV, 1 episodio (2013)
- Modern Family – serie TV, 22 episodi (2013-2018)
- Uncle Grandpa – serie animata, 121 episodi (2013-2017) – voce
- Tom Green Live – programma TV, 1 puntata (2014)
- Sanjay and Craig – serie animata, 1 episodio (2014) – voce
- American Dad! – serie animata, 2 episodio (2014) – voce
- Penn Zero: Eroe Part-Time (Penn Zero: Part-Time Hero) – serie animata, 53 episodi (2014-2017) – voce
- Lucas Bros. Moving Co. – serie animata, 1 episodio (2015) – voce
- Sin City Saints – serie TV, 1 episodio (2015)
- Steven Universe – serie animata, 1 episodio (2015) – voce
- Drunk History – serie TV, 1 episodio (2015)
- TMNT: Don vs Ralph, regia di Sung Jin Ahn – cortometraggio animato (2016) – voce
- The Righteous Gemstones – serie TV, 16 episodi (2019-in corso)
- Prosciutto e uova verdi (Green Eggs and Ham) – serie animata, 23 episodi (2019-2022) – voce
- Pitch Perfect: Bumper in Berlin – serie TV, 6 episodi (2022)

## Videoclip
- She's Out of Her Mind - Blink-182

## Riconoscimenti
- 2015 – Teen Choice Awards[1]
  - Candidatura al miglior bacio in un film con Rebel Wilson per Pitch Perfect 2
  - Candidatura come miglior ruba-scena in un film per Pitch Perfect 2

## Doppiatori italiani
Nelle versioni in italiano nelle opere in cui ha recitato, Adam DeVine è stato doppiato da:
- Gabriele Patriarca in Arrested Development - Ti presento i miei, Modern Family, Voices, Se ci conoscessimo oggi, Game Over, Man!, Magic Camp, Becoming: Questa è la mia storia, The Out-Laws - Suoceri fuorilegge
- Emanuele Ruzza in The Final Girls, Mike & Dave - Un matrimonio da sballo, Non è romantico?
- Alessandro Budroni in Mama's Boy
- Dario Sansalone in Workaholics
- Gianluca Cortesi in Lo stagista inaspettato
- David Chevalier in Pitch Perfect 2
- Leonardo Graziano in Proprio lui?
- Federico Zanandrea in Jexi

Da doppiatore è sostituito da:
- Edoardo Stoppacciaro in Uncle Grandpa, LEGO Batman - Il film
- Niccolò Guidi in L'era glaciale - In rotta di collisione
- Nanni Baldini in Prosciutto e uova verdi
- Gabriele Patriarca in Estinti... o quasi
- Riccardo Scarafoni in Fixed - Un'ultima avventura